# Джарен, Хоуп
Энн Хоуп Джарен (род. 27 сентября 1969 года) — американский геохимик, геобиолог Университета Осло в Норвегии. Известна своей работой по  анализу стабильных изотопов ископаемых лесов, относящихся к эоцену. Обладатель престижных наград, в том числе медали Джеймса Б. Макелвейна Американского геофизического союза.
Книга Джарен «Lab Girl» (2016) получила известность, как синтез мемуаров и научно-популярной литературы.

## Биография

### Ранние годы
Родилась в Остине, штат Миннесота, 27 сентября 1969 года. Ее отец преподавал научные дисциплины в местном колледже. В 1991 году с отличием закончила бакалавриат по геологии в Университете Миннесоты.

### Научная карьера
В 1996 году получила степень доктора философии в области почвоведения в Калифорнийском университете в Беркли. Докторская диссертация Джарен посвящена изучению образования биоминералов в растениях методом стабильных изотопов. С 1996 по 1999 год была доцентом в Технологическом институте Джорджии, затем перешла в Университет Джонса Хопкинса, где работала до 2008 года. В Georgia Tech Джарен провела новаторские исследования палеоатмосфер с использованием окаменелых растений и обнаружила второе событие высвобождения гидрата метана, которое произошло 117 миллионов лет назад. По программе Фулбрайта провела год в Университете Копенгагена, изучая методы анализа ДНК.
Работая в университете Джонса Хопкинса, Джарен привлекла внимание прессы своими работами по изучению ископаемых лесов острова Аксель Хейберг. Эти исследования позволили оценить состояние окружающей среды на острове 45 миллионов лет назад.  Джарен также впервые выделила и провела анализ ДНК, обнаруженной в палеозоле, и первые открытла наличие стабильных изотопов, существующих в ДНК многоклеточных организмов.
С 1 сентября 2016 года Джарен является профессором Уилсона в Центре эволюции и динамики Земли Университета Осло, где она изучает химические связи с окружающей средой как живых, так и ископаемых организмов .

## Почести и награды
Джарен трижды становилась лауреатом награды Фулбрайта: в 1992 году за геологическую работу, проводимую в Норвегии, в 2003 году за экологические исследования Дании и в 2010 году за арктические исследования в Норвегии. В 2001 году Джарен получила медаль Доната, присуждаемую Геологическим обществом Америки. В 2005 году она была награждена медалью Macelwane, став первой женщиной, выигравшей как медаль Macelwane, так и медаль Donath. В 2006 году журнал Popular Science включил Джарен в список ученых «Brilliant 10».  В 2016 году журнал Time включил Джарен в список 100 наиболее влиятельных людей в мире. В 2018 году Джарен был награждена медалью Австралийского общества медицинских исследований. В 2018 году она была избрана в Норвежскую академию наук и литературы .

## Общественная деятельность
Джарен неоднократно писала на тему сексуальных домогательствах в отношении женщин в науке. Она рекомендует людям устанавливать четкие профессиональные границы и тщательно документировать происходящее, начиная с первого случая преследования.

### Комментарии
1. ↑  В 2019 году вышел русский перевод книги под названием «Девушка из лаборатории»

### Сноски
1. 1 2  Чешская национальная авторитетная база данных
2. ↑  https://www.mn.uio.no/geo/english/people/aca/ceed/hope/
3. ↑  'Lab Girl' by Hope Jahren (review). Kirkus Reviews. 5 января 2016. Архивировано 7 марта 2016. Дата обращения: 7 марта 2016.
4. 1 2  Jahren, Hope. My family, my science (неопр.) // Nautilus[англ.]. — 2016. — 3 March. Архивировано 5 марта 2016 года.
5. ↑  Francl, Michelle. A Life in Science (неопр.) // Distillations. — 2017. — Т. 3, № 1. — С. 46—47. Архивировано 25 марта 2019 года.
6. ↑  Stewart, Amy (15 апреля 2016). A scientist's uncommon bond with her odd lab-partner-for-life. The Washington Post. Архивировано 7 ноября 2017. Дата обращения: 13 апреля 2018.
7. 1 2 3  Jahren, Hope. Jahren CV (18 сентября 2013). Дата обращения: 6 февраля 2014. Архивировано 22 февраля 2014 года.
8. 1 2 3 4  Dove, Patricia. A. Hope Jahren. American Geophysical Union (2013). Дата обращения: 7 февраля 2014. Архивировано 4 декабря 2013 года.
9. 1 2  Hansen, Kathryn. Wired for Science (неопр.) // The Johns Hopkins Magazine. — 2005. — June. Архивировано 28 сентября 2012 года.
10. ↑  Trivedi, Bijal P. Arctic Redwood Fossils Are Clues to Ancient Climates (англ.) // National Geographic Today : journal. — 2002. — 26 March. Архивировано 9 июня 2017 года.
11. ↑  Lawrence, David. Warm winds in the Arctic (неопр.) // GeoTimes. — 2002. — June. Архивировано 9 апреля 2019 года.
12. ↑  Anne Hope Jahren. Дата обращения: 1 сентября 2016. Архивировано 12 сентября 2016 года.
13. ↑  Stroh, Michael. PopSci's Fourth Annual Brilliant 10 (англ.) // Popular Science : magazine. — Bonnier Corporation[англ.], 2006. — 24 July. Архивировано 21 сентября 2020 года.
14. ↑  Hope Jahren by Siobhan O’Connor: TIME 100 | Time (англ.). Дата обращения: 9 января 2020. Архивировано 5 июня 2019 года.
15. ↑  ASMR MRW® | Australian Society for Medical Research (англ.). asmr.org.au. Дата обращения: 10 октября 2018. Архивировано 26 февраля 2019 года.
16. ↑  Artikkel: Group 3: Geological studies. english.dnva.no. Дата обращения: 10 октября 2018. Архивировано 11 октября 2018 года.
17. ↑  Jahren, A. Hope (4 марта 2016). She Wanted to Do Her Research. He Wanted to Talk 'Feelings.'. The New York Times. Архивировано 10 марта 2016. Дата обращения: 7 марта 2016.